# Aepycamelus
Genre
Synonymes
- Alticamelus

Aepycamelus est un genre fossile de Camelidae, autrefois appelé Alticamelus en littérature scientifique. Son nom dérive du grec homérique [αἰπύς], « haut et raide » et [κάμελος], « chameau » ; ainsi, « haut chameau » ; « alticamelus » en latin.
Aepycamelus a vécu durant l'époque du Miocène (14 à 15 Ma) sur les prairies de l'Amérique du Nord (le Colorado, etc.).

## Description
Aepycamelus occupait une niche écologique équivalente à celle de la girafe : il pouvait se nourrir des feuilles trop hautes pour la plupart des herbivores. Ainsi, l'évolution de sa morphologie est parallèle à celle des girafes, caractérisée notamment par un très long cou et des pattes très hautes. Il vivait dans des régions de latitudes assez élevées, mais qui, au Néogène, avaient un milieu relativement similaire aux actuelles savanes africaines.
Aepycamelus marchait seulement sur ses orteils. Ils avaient évolué en pieds larges et élastiques comme ceux des chameaux (ou dromadaires) récents.
La structure étrange de son corps nous donne beaucoup d'informations sur son mode de vie et ses habitudes. Aepycamelus a évidemment habité les prairies sèches avec des groupes d'arbres. Ces animaux se déplaçaient séparément ou en petits groupes, comme les girafes d'aujourd'hui, et comme elles, se nourrissaient des hauts feuillages. Il a survécu relativement longtemps. Comme genre très spécialisé, il s'est éteint sans laisser aucun descendant.

## Liste des espèces
Selon The Paleobiology database :
- Aepycamelus alexandrae ;
- Aepycamelus bradyi ;
- Aepycamelus elrodi ;
- Aepycamelus giraffinus ;
- Aepycamelus major ;
- Aepycamelus priscus ;
- Aepycamelus procerus ;
- Aepycamelus robustus ;
- Aepycamelus stocki.